# Eunica emmelina
Eunica emmelina är en fjärilsart som beskrevs av Otto Staudinger 1886. Eunica emmelina ingår i släktet Eunica och familjen praktfjärilar. Inga underarter finns listade i Catalogue of Life.